# 796
Cette page concerne l'année 796  du calendrier julien. Pour l'année 796 av. J.-C., voir 796 av. J.-C.
L'année 796 est une année bissextile qui commence un vendredi.

## Évènements
- 28 mars : éclipse lunaire en matinée[1] mentionnée dans la Chronique anglo-saxonne[2].
- 21 septembre : éclipse lunaire en soirée[1].

### Europe

#### Royaume des Francs
- Charlemagne envoie à Rome son conseiller Angilbert remettre des cadeaux au pape Léon III (élu le 26 décembre 795), ainsi qu'une lettre où il exhorte le pape à mener une vie exemplaire et s'en tenir à la sphère spirituelle[3].
- Pépin d'Italie, fils de Charlemagne, mène un raid contre les Avars au cours duquel il pille leur ring principal en Pannonie. Il en ramène un trésor considérable à Aix-la-Chapelle[4].
- printemps : Charlemagne écrit à Offa de Mercie et lui envoie une épée, un baudrier et une soieries provenant du trésor des Avars[5].
- entre le 18 avril et le 26 juillet : Alcuin est nommé abbé de Saint-Martin de Tours par Charlemagne et quitte la cour impériale d'Aix-la-Chapelle[6].
- été : Charlemagne et ses fils Charles et Louis mènent un raid en Saxe dont ils ramènent un butin considérable[7].
- automne : début du concile de Cividale del Friuli, présidé par le patriarche Paulin d'Aquilée, qui rejette l'adoptianisme et réaffirme l'indissolubilité du mariage[8].
- Theothun succède à Audogar (de) comme abbé de Kempten.

#### Îles Britanniques
- 18 avril : le roi de Northumbrie Æthelred Ier est assassiné près de la Cover (en). Le patricien Osbald est proclamé roi. Il est chassé du trône après seulement 27 jours de règne et s'enfuit à Lindisfarne, puis chez les Pictes[9].
- 26 mai : Eardwulf est sacré roi de Northumbrie en la cathédrale d'York par l'archevêque Eanbald Ier et les évêques Æthelberht (en) Beadwulf (en) et Hygbald[9].
- 29 juillet : le roi Offa de Mercie meurt après 39 ans de règne. Peu après, le Kent se révolte et recouvre son indépendance sous Eadberht Præn[10]. L'archevêque de Cantorbéry Æthelhard s'enfuit en Mercie[11].
- 14 août : quatre jours après la mort de son prédécesseur Eanbald Ier, Eanbald II est sacré archevêque d'York[12].
- 17 décembre : Ecgfrith de Mercie, fils et successeur d'Offa, meurt après 141 jours de règne. C'est un cousin éloigné, Cenwulf, qui lui succède sur le trône[13].

- Concile à Chelsea présidé par l'archevêque de Cantorbéry Æthelhard[11].
- Les évêques Eadbald de Londres et Ceolwulf de Lindsey (en) quittent l'Angleterre pour ne jamais y retourner[14].
- Les Gallois affrontent les Merciens à Rhuddlan (peut-être en 797)[15].

#### Péninsule ibérique
- 12 juin : après la mort de son père, Al-Hakam Ier devient émir de Cordoue.

- Alphonse II attaque Lisbonne[16].
- Raid omeyyade sur Pampelune[16].

#### Italie
- Gisulf succède à Théodemar (it) comme abbé du Mont-Cassin peu avant la mort de ce dernier[17].

#### Empire byzantin
- Le moine Théodore Studite est banni de Constantinople pour s'être opposé au remariage de l'empereur Constantin VI[18].
- Les reliques d'Euphémie de Chalcédoine, miraculeusement retrouvées, sont rétablies dans l'église qui porte son nom à Chalcédoine.

### Monde arabo-musulman
- 13 - 20 mars : lors de troubles tribaux en Palestine, les Arabes attaquent la laure de Saint-Sabas. Massacre de 20 moines par les Bédouins[19].

- Fondation du ribat de Monastir en Ifriqiya par le gouverneur Harthama ibn Hayyân (en)[20].
- Le calife Hâroun ar-Rachîd envoie Jafar ben Yahya pacifier la Syrie. Après son succès, Jafar est nommé gouverneur du Khorassan, mais au bout de seulement 20 jours, le calife le rappelle pour le mettre à la tête de sa garde.
- Le chantier de la grande cité octogonale de Qadisiyya, près de Samarra, est abandonné par Hâroun ar-Rachîd qui installe sa capitale à Raqqa.
- Réalisation d'un aquamanile en bronze en forme d'oiseau conservé au musée de l'Ermitage de Saint-Pétersbourg.
- Les Abbassides reconstruisent la ville d'Anazarbe à la frontière byzantine[21].

### Asie

#### Chine
- Le défunt Shenhui est officiellement reconnu septième patriarche du bouddhisme chán par l'empereur Dezong.
- L'empereur Dezong invite les érudits bouddhistes Qingliang Chengguan (en) et Prajna (en) à Chang'an pour travailler sur une traduction chinoise de l'Avataṃsaka sūtra.

#### Japon
- An 15 de l'ère Enryaku.
- Ki no Kosami est nommé dainagon de l'empereur Kanmu.
- Fondation du Tō-ji, temple bouddhiste à Kyoto.

## Naissances en 796
- 7 octobre : Léon, fils de l'empereur byzantin Constantin VI et de l'impératrice Théodote (mort le 1er mai 797).

- Jour inconnu :
  - Al-Muʿtas̩im, calife abbasside (mort le 5 janvier 842).
  - Dhul-Nûn al-Misri, mystique soufi égyptien (mort en 859).
  - Fujiwara no Tsunetsugu, érudit et diplomate japonais (mort le 27 mai 840).
  - Liu Zhuan (en), homme politique chinois (mort le 20 juin 858).
  - Xiao Fang (en), homme politique chinois (mort en 875).

## Décès en 796
- 16 avril : Hicham Ier, émir de Cordoue.
- 18 avril : Æthelred Ier, roi de Northumbrie[22].
- 20 mai : Tian Xu (en), général et homme politique chinois.
- 5 juin : Théodemar (it), abbé du Mont-Cassin[17].
- 29 juillet : Offa, roi de Mercie[23].
- 10 août : Eanbald Ier, archevêque d'York[12].
- 16 août : Li Jiong (en), prince chinois.
- 23 août : Fujiwara no Tsuginawa, courtisan et homme politique japonais.
- 3 octobre : Zhao Jing (en), homme politique chinois.
- 23 octobre : Pei Yanling (en), historien et homme politique chinois.
- 17 décembre : Ecgfrith, roi de Mercie[23].

- Jour inconnu :
  - Ceolwulf (en), évêque de Lindsey[24].
  - Colcu ua Duinechda (en), abbé et érudit irlandais[25].
  - Colla mac Fergusso, roi du Connacht.
  - Dublitter (d), abbé et érudit irlandais[25].
  - Hafs, érudit arabe.
  - Lü Dongbin, érudit et poète chinois.
  - Nanam Shang Gyaltsen Lhanang, officier et homme politique tibétain.
  - Nandivarman II (en), roi de la dynastie pallava.
  - Ólchobar mac Flainn, abbé d'Inis Cathaig et roi de Munster.

- Date incertaine (vers 796) :
  - Khalaf al-Ahmar (d), grammairien et poète arabe.
  - Mâlik ibn Anas, juriste et théologien arabe.
  - Muhammad al-Fazari, astronome arabe (peut-être plutôt en 806).
  - Mu'min al-Taq (en), théologien chiite.
  - Muslim ibn Khalid al-Zanji (d), juriste arabe.
  - Sîbawayh, grammairien arabe.
  - Ya'qub ibn Tariq (en), astronome et mathématicien persan.